# قائمة مساجد دهوك
محافظة دهوك في منطقة كردستان العراق تحتوي على الكثير من المساجد والتكايا والمراقد والأضرحة التاريخية الأثرية ومنها:

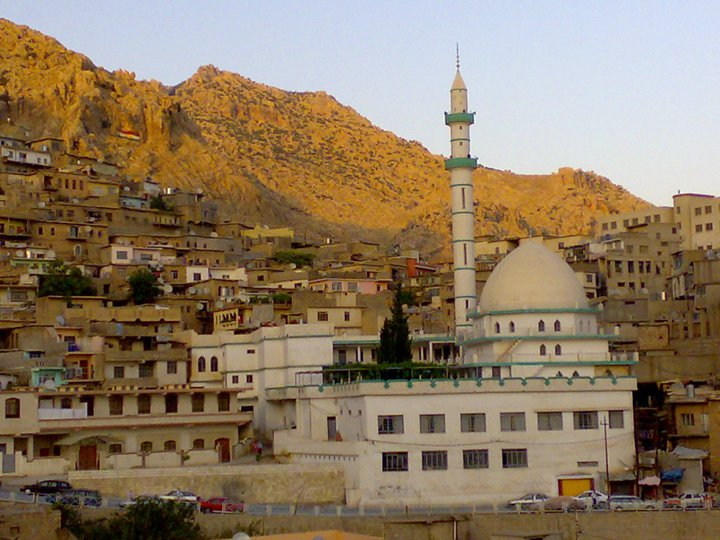
الجامع الكبير في عقرة

- جامع زاخو الكبير، بني في عام 20 هـ/641م.
- جامع الحسينية، بني في عام 20 هـ/641م.
- جامع دهوك الكبير، بني عام 1095 هـ/1684م.
- الجامع الكبير في عقرة الذي بني في عام 20 هجرية، وآخر تعمير لهُ في عام 1384هـ/1965م.
- جامع العمادية الكبير، بني في عام 573هـ/1177م، في نهاية عصر الدولة الأموية.
- التكية النقشبندية.
- التكية القادرية ومرقد الشيخ عبد العزيز الكيلاني.
- جامع نور الدين البرفكاني
- جامع الحاجة حليمة